# Relazioni bilaterali tra Italia e Paesi Bassi
Le relazioni bilaterali tra Italia e Paesi Bassi fanno riferimento ai rapporti diplomatici ed economici tra la Repubblica Italiana e il Regno dei Paesi Bassi.
L'Italia ha un'ambasciata all'Aia e un consolato generale ad Amsterdam. I Paesi Bassi hanno un'ambasciata a Roma, un consolato generale a Milano e quattordici consolati onorari ad Ancona, Bari, Bologna, Cagliari, Catania, Firenze, Genova, Livorno, Napoli, Palermo, Torino, Trieste, Venezia e Verona.
Entrambi i paesi sono membri a pieno titolo del Consiglio d'Europa, dell'Unione Europea, dell'Organizzazione del Trattato dell'Atlantico del Nord, dell'Organizzazione per la Cooperazione e lo Sviluppo Economico e delle Nazioni Unite.